# غابرييل باليتا
غابرييل أليخاندرو باليتا (بالإيطالية: Gabriel Alejandro Paletta)‏، من مواليد 15 فبراير 1986 في بيونس آيرس في الأرجنتين، لاعب كرة قدم إيطالي ذو أصول أرجنتينية.
بدأ مسيرته الكروية مع نادي بانفيلد في عام 2004، ولعب معهم حتى عام 2006، وشارك معهم في 43 مباراة وسجل 5 أهداف، وفي عام 2006 انتقل إلى نادي ليفربول الإنجليزي وشارك معهم في 3 مباريات ‘ وفي عام 2007 انتقل إلى نادي بوكا جونيورز وشارك معهم في 75 مباراة وسجل 4 اهداف ‘ ومنذ عام 2010 ولغابة عام 2015 وهو يمثل نادي بارما الإيطالي. وفي عام 2015 انتقل للعب مع نادي إيه سي ميلان الإيطالي.

## روابط خارجية
- غابرييل باليتا على موقع الاتحاد الدولي (مؤرشف)  (الإنجليزية)
- غابرييل باليتا على موقع الاتحاد الأوربي (الإنجليزية)
- غابرييل باليتا على موقع قاعدة بيانات كرة القدم.إي يو (الإنجليزية)
- غابرييل باليتا على موقع ناشيونال فوتبول تيمز (الإنجليزية)
- غابرييل باليتا على موقع Soccerbase.com (لاعب) (الإنجليزية)
- غابرييل باليتا على موقع Soccerway.com (الإنجليزية)
- غابرييل باليتا على موقع عالم كرة القدم.نت (الإنجليزية)
- غابرييل باليتا على موقع كووورة
- غابرييل باليتا على موقع AS.com (الإسبانية)